# Ики-Бурул
Ики-Бурул (калм. Ики Бурул) — посёлок (сельского типа), административный центр Ики-Бурульского района и Ики-Бурульского сельского муниципального образования Республики Калмыкия. Расположен на юго-востоке Ергеней в 62 километрах к юго-востоку от Элисты.
Население — 3348 человек (2021)
Основан как хотон Чонын-Сала в 1880 году.

## История
Первые сведения об Ики-Буруле связаны с организацией аймачного управления в 1880 году. В 1912 году в хотоне появились стационарные хурул и школа.
В 1929 году был создан колхоз им. Сталина.
На картах 1941 года посёлок отмечен под названием Чонын-Сала. Летом 1942 года посёлок был оккупирован. Только на территории Ики-Бурульского сельского Совета было расстреляно девять человек. Это коммунисты Хулхачи Мукабенов, Бамба Эрдниев и Хулхачи Бавлиев, беспартийные Мутл Мулаев, Алеш Болдырев, Пирля Бадмаев, Гавджи Дидяев, Мацак Очаев и Эренджен Мулаев.
28 декабря 1943 года калмыцкое население села было депортировано в Сибирь. Приютинский район Калмыкии, включая Ики-Бурульский сельсовет, был передан Ставропольскому краю. В мае 1944 года передан Арзгирскому району края. Очевидно, в эти же годы на посёлком закрепилось название Ики-Бурул. На карте СССР 1946 года посёлок указан уже под современным названием
Лишь после возвращения калмыков из ссылки в 1957 году началось активное восстановление разрушенного народного хозяйства. Мощный импульс развитию села придало создание в январе 1965 года нового района, центром которого стал Ики-Бурул. В предельно сжатые сроки появились различные организации и предприятия: коммунхоз, РСУ, узел связи, ПМК-30, дорожный участок, школа, больница, дом культуры, объекты торговли и бытового обслуживания. Ускоренными темпами строилось жилье, создавалась необходимая инфраструктура.
Одним из крупнейших сельхозпредприятий республики стал совхоз «Красный путиловец», центральная усадьба которого находилась в Ики-Буруле.
Более четырёх десятилетий назад посёлок был газифицирован, а в семидесятые подключён к магистральному водопроводу Южный — Элиста.

## География и климат
Ики-Бурул расположен на юго-востоке Ергенинской возвышенности, в центре Ики-Бурульского района. Ики-Бурул расположен практически на водоразделе между бассейном Азовского моря и бессточными районами Западно-Каспийского бассейнового округа.
Климат
Тип климата — семиаридный (BSk — согласно классификации климатов Кёппена). Среднегодовая температура воздуха — 9,8 °C, количество осадков — 315 мм. Самый засушливый месяц — февраль (норма осадков — 15 мм). Самый влажный — июнь (44 мм).
| Показатель                    | Янв. | Фев. | Март | Апр. | Май  | Июнь | Июль | Авг. | Сен. | Окт. | Нояб. | Дек. | Год  |
| ----------------------------- | ---- | ---- | ---- | ---- | ---- | ---- | ---- | ---- | ---- | ---- | ----- | ---- | ---- |
| Средний суточный максимум, °C | −2,1 | −1,2 | 4,9  | 16,3 | 23,7 | 28,3 | 30,9 | 29,7 | 23,4 | 14,4 | 6,4   | 1,0  | 14,6 |
| Средняя температура, °C       | −5,3 | −4,7 | 1,0  | 10,5 | 17,4 | 22,0 | 24,6 | 23,3 | 17,4 | 9,5  | 3,1   | −1,7 | 9,8  |
| Средний суточный минимум, °C  | −8,4 | −8,2 | −2,9 | 4,7  | 11,1 | 15,7 | 18,3 | 16,9 | 11,4 | 4,6  | −0,2  | −4,4 | 4,9  |
| Норма осадков, мм             | 19   | 15   | 17   | 21   | 36   | 44   | 36   | 33   | 27   | 20   | 24    | 23   | 315  |
| Источник:                     |      |      |      |      |      |      |      |      |      |      |       |      |      |

## Население
| 1970 | 1979  | 1989  | 2002  | 2010  | 2012  | 2021  |
| ---- | ----- | ----- | ----- | ----- | ----- | ----- |
| 1834 | ↗3284 | ↗4274 | ↘3810 | ↗4051 | ↗4095 | ↘3348 |

Национальный состав
Согласно результатам переписи 2002 года большинство населения посёлка составляли калмыки (80 %)

## Достопримечательности
В посёлке воздвигнут мемориал землякам, погибшим и пропавшим без вести в годы Великой Отечественной войны, памятник Герою Советского Союза, генерал-лейтенанту, Первому секретарю Калмыцкого обкома КПСС Б. Б. Городовикову, одна из улиц носит имя фронтовика Э. С. Шовканова
В посёлке построены физкультурно-оздоровительный комплекс, поликлиника, ступа Просветления, Ворота Счастья, статуя Белого Старца, обелиск землякам-ликвидаторам аварии на Чернобыльской АЭС, заложен Парк мира, асфальтированы многие улицы, продолжается озеленение.
- Ступа просветления и подавления негативности — возведена в 2004 году при участии японских и южнокорейских спонсоров. Одна из самых высоких ступ Европы (более 12 метров)[15].
- Ики-Бурульский хурул построен в 1995 году.